# Volstroff
Volstroff (Duits: Wolsdorf in Lothringen)  is een gemeente in het Franse departement Moselle (regio Grand Est). De gemeente maakt deel uit van het arrondissement Thionville. Volstroff telde op 1 januari 2022 2.074 inwoners.

## Geografie
De oppervlakte van Volstroff bedroeg op 1 januari 2022 12,22 vierkante kilometer; de bevolkingsdichtheid was toen 169,7 inwoners per km².

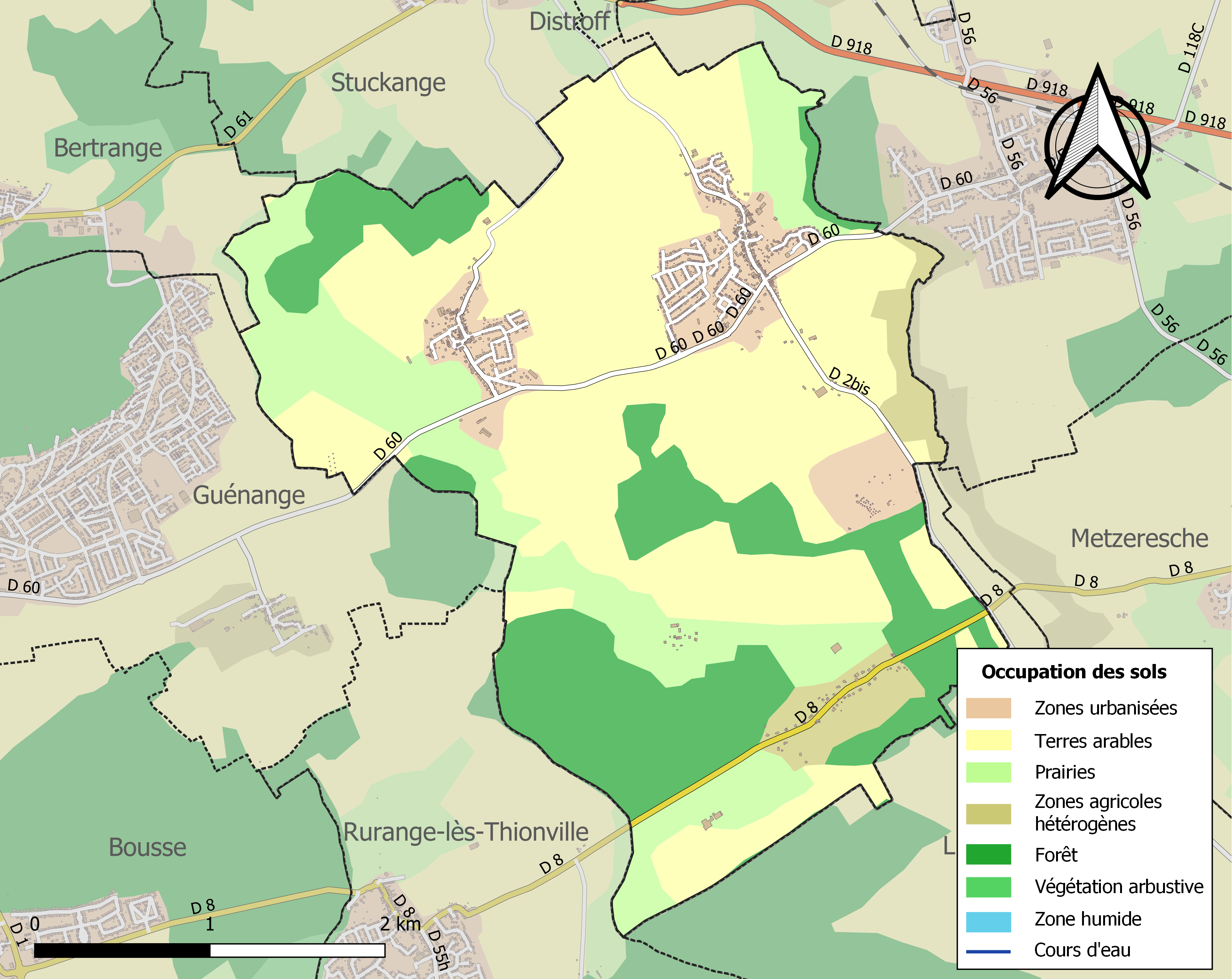
Kaart van de gemeente met de belangrijkste infrastructuur, bodemgebruik en omliggende gemeenten

## Demografie
Onderstaande figuur toont het verloop van het inwonertal (bron: INSEE-tellingen).